# بایزید بسطامی
ابویزید طیفور بن عیسی بن آدم بن سروشان بسطامی معروف به بایزید بسطامی ملقب به سلطان‌العارفین از عارفان ایران سده سوم هجری و از بزرگان اهل تصوف و عرفان اسلامی در خراسان بود. تاریخ زادروز او به‌ درستی مشخص نیست و مرگ او را سال ۲۶۱ یا ۲۳۴ هجری دانسته‌اند.
بایزید از نوادگان یک خانواده زرتشتی بود که در زمان زندگی پدربزرگش سروشان به اسلام گرویده بودند، بیشتر زندگی خود را در زادگاهش بسطام در استان قومس گذراند؛ به جز زمان کوتاهی که با دشمنی ملایان او به تبعید رانده شده بود. شواهد تاریخی از زندگی او بسیار اندک است. او در محلهٔ بسطام معروف به مؤبدان به دنیا آمد؛ اما به محله‌ای عرب‌نشین به نام وافدان نقل مکان کرد که بعدها به افتخار او بویدان نام گرفت. او فقه حنفی آموخت و دست‌کم یک بار برای حج به مکه رفت. به نظر می‌رسد که او بیش‌تر عمر را در گوشه‌نشینی، در خانه، مسجد و سلولی منزوی در بسطام گذرانده است. با این حال معروف است که او جلسات آموزشی برگزار کرده و بازدیدکنندگانی را پذیرفته است که می‌خواستند در مورد موضوعات صوفیانه بحث کنند.

## زندگی
از زندگی سلطان‌العارفین بایزید بسطامی اطلاعات خیلی دقیقی در دست نیست. فصیح احمد خوافی او را زادهٔ سال ۱۳۱ هجری و جَدِّ او سروشان را والی ولایت قومس (کومش) دانسته‌است.
بنا بر برخی روایات، جَدِّ بایزید بسطامی زرتشتی بود و پدرش یکی از بزرگان بسطام بود.
محل ولادت او محله موبدان بسطام بود. در کتاب «النور من کلمات» ابی‌طیفور داستان اسلام آوردن «سروشان» جد بایزید آورده شده‌است.
هرچند که ادعا شده است که استاد او در تصوف مشخص نیست. اما در اقوال منسوب به او بیان شده است که وی در طریقت از ابوعلی سندی بهره‌ مند بوده است  . انتساب ابوعلی به «سند» مسأله‌ساز شده است، و احتمال هندو بودن ابوعلی سندی مورد توجه برخی از خاورپژوهان، همچون نیکلسون، ماسینیون، آربری و زینر قرار گرفته است که البته با  توجه به وجود قریه‌ای به نام «سند» در اطراف بسطام چنین احتمالی منتفی است .
عشق عرفانی در عرفان بایزید جایگاه ویژه‌ای دارد. همچنین او را پایه‌گذار سکر و فنا در تصوف می‌دانند. گفتهٔ مشهور وی، «سبحانی ما اعظم شانی» اشاره به همین مفهوم دارد.
بنا بر برخی روایات، بایزید از اصحاب جعفر صادق بود.
بعضی نظرات وی را معاصر محمد باقر و شاگرد جعفر صادق می‌دانند این در حالیست که وفات بایزید در قرن سوم (سال ۲۶۱ هجری) می‌باشد حال آن که وفات جعفر صادق در سال ۱۴۸ هجری بوده و تفاوت وفات ایشان ۱۱۳ سال می‌شود و کسی عمر بایزید را بیش از هشتاد سال ذکر نکرده‌است.
بایزید بسطامی در سال ۲۶۱ درگذشت و او را در خانقاه (بسطام) وی دفن کردند. مقبره بایزید بسطامی فاقد هرگونه تزئین و داری یک پنجره مسقف آهنی است.مقبره اصلی وی در حیاط مجموعه می باشد که به سفارش خود در اینجا باقی مانده است.

## مصاحبان بایزید

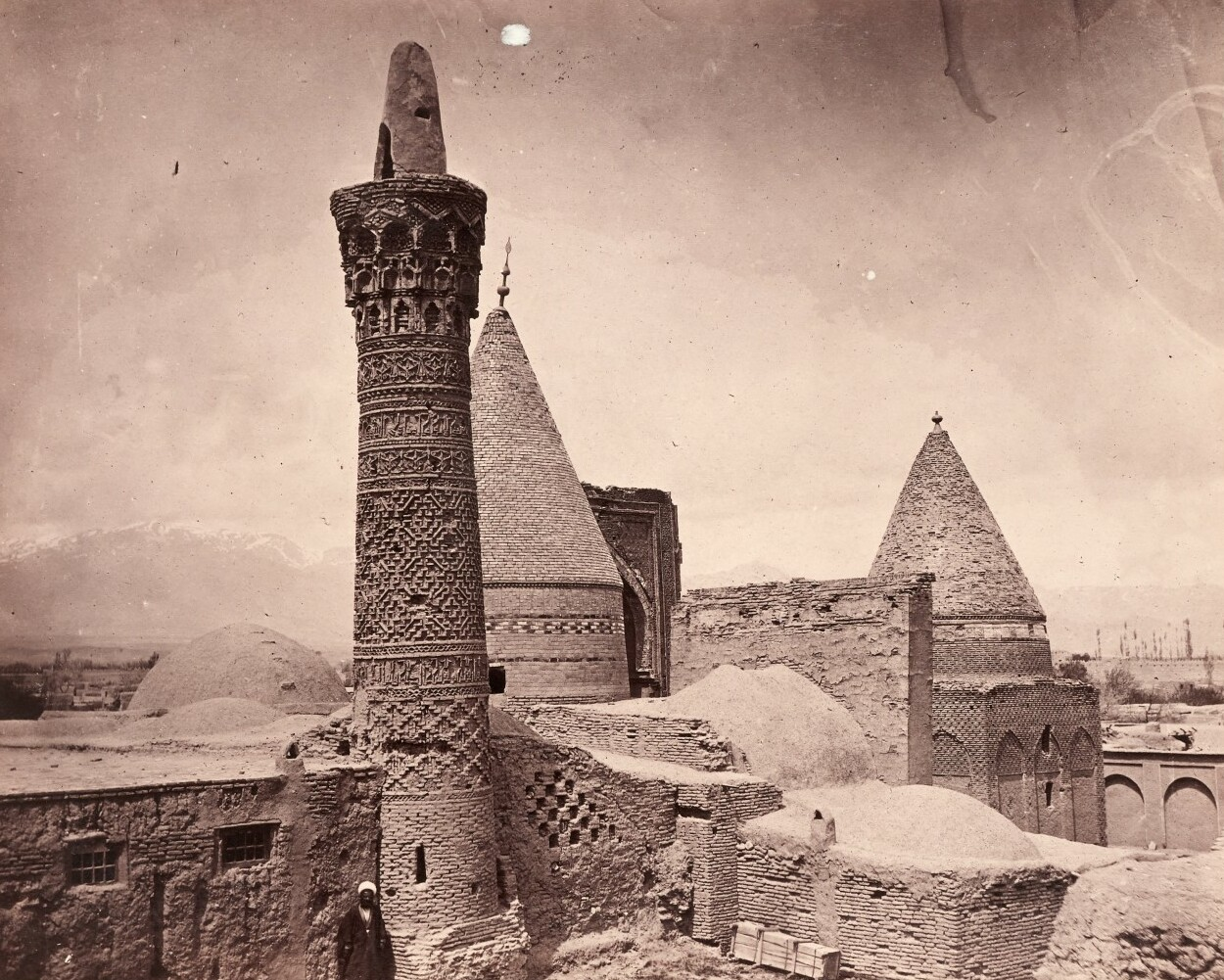
بنای آرامگاه بایزید در دورهٔ قاجار در عکسی از عبدالله قاجار

اقران و مصاحبان او را چنین معرفی کرده‌اند: حسن کردی، ابوعلی سندی، احمد خضرویه، فاطمه نیشابوریه، ابراهیم ستنبه، ذوالنون مصری، یحیی بن معاذ رازی، شقیق بلخی، احمد حرب، ابوموسی دییلی، حاتم اصم، بلال بلخی، ابوبکر اصفهانی پیرجو، ابوحفص عمرو بن سلم حداد، سهل تستری، ابوسلیمان دارانی، ابراهیم معاذان و ابوسعید منجورانی

## در نگاه عالمان دین
در میان نظرات متفاوت، بعضی فقهای شیعه شخصیت بایزید را مورد انتقاد قرار داده‌اند از متقدمین کسی چون مقدس اردبیلی قائل به اعتقاد متصوفه از جمله بایزید به حلول یا اتحاد بوده و از متأخرین سید ابوالقاسم خوئی که وی را قائل به وحدت وجود و موجود دانسته، این دو بر وی طعن وارد نموده‌اند. همچنین فقهایی چون لطف‌الله صافی گلپایگانی با توجیه‌ناپذیر و تأویل‌ناپذیر بودن سخنان بایزید و سید صادق شیرازی که به نقل حر عاملی آورده وی مورد سرزنش مکرر محمد تقی نهمین پیشوای شیعیان، قرار گرفته‌است و سید محمدباقر شیرازی که با مخالف شرع دانستن همایش برای وی و میرزا یدالله دوزدوزانی با این نقل که وی یک عمر منحرف بوده و اواخر عمر به واسطهٔ جعفر صادق ششمین پیشوای شیعیان، مستبصر شده‌است مخالفت خود را با همایش درنظرگرفته برای تجلیل از بایزید در شاهرود طی اعلامیه‌هایی ابراز داشتند. مکارم شیرازی معتقد است برخی از شطحیات بایزید بر اعتقاد او به حلول و اتحاد دلالت دارد.

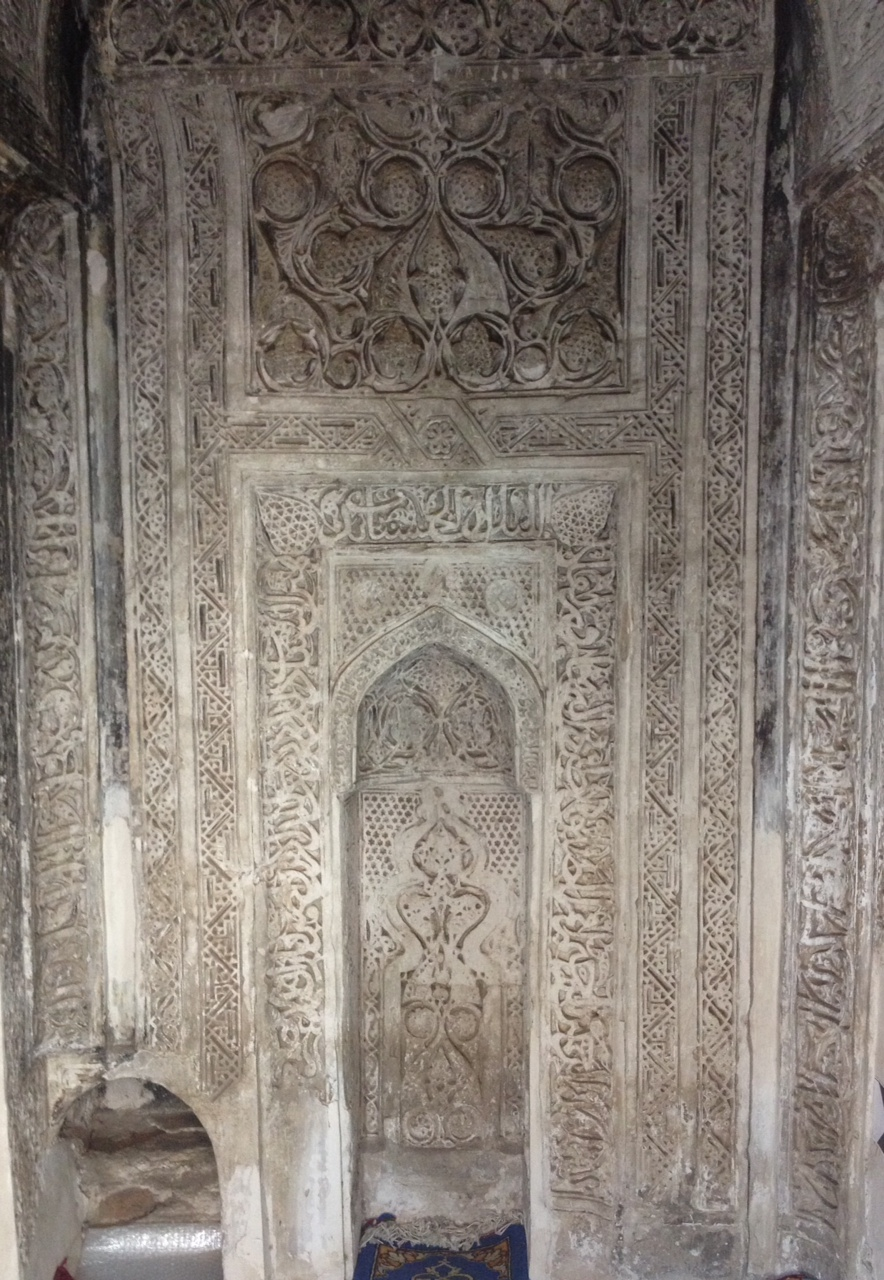
محراب خانقاه

در اظهاراتی متفاوت با دیگر فقهای شیعه در تجلیل بایزید، یکی آنکه به نقل از مجلسی اول در کتاب اصول فصول التوضیح، استاد وی شیخ بهایی قائل به زیارت قبر بایزید بوده و خود، قبر وی را زیارت کرده‌است. سید علی خامنه‌ای در سفر خود به شاهرود با اشاره به شخصیت بایزید ابراز داشته بود: «نام بایزید بسطامی و ابوالحسن خرقانی را همهٔ مسلمانان و مرتبطین با معارف اسلام - ولو غیرمسلمان - شنیده‌اید. البته امثال بایزید بسطامی و ابوالحسن خرقانی را با این مدعیان صوفیگری نباید اشتباه کرد. آن‌ها داستان دیگری دارند و ماجرا و سخن دیگری است.» در تبیینی بهجت شَطَحیّات این‌گونه شخصیت‌ها از جمله بایزید را قابل تأویل دانسته‌است و تکفیر آن‌ها را روا ندانسته در عین حال متابعت معصومین را شرط و موافقت با آن‌ها را ملاک دانسته‌است. همچنین در تلمیذات علامه سید محمدحسین طهرانی بایزید بسطامی را صاحب مقام حال فنا فی الله می‌داند

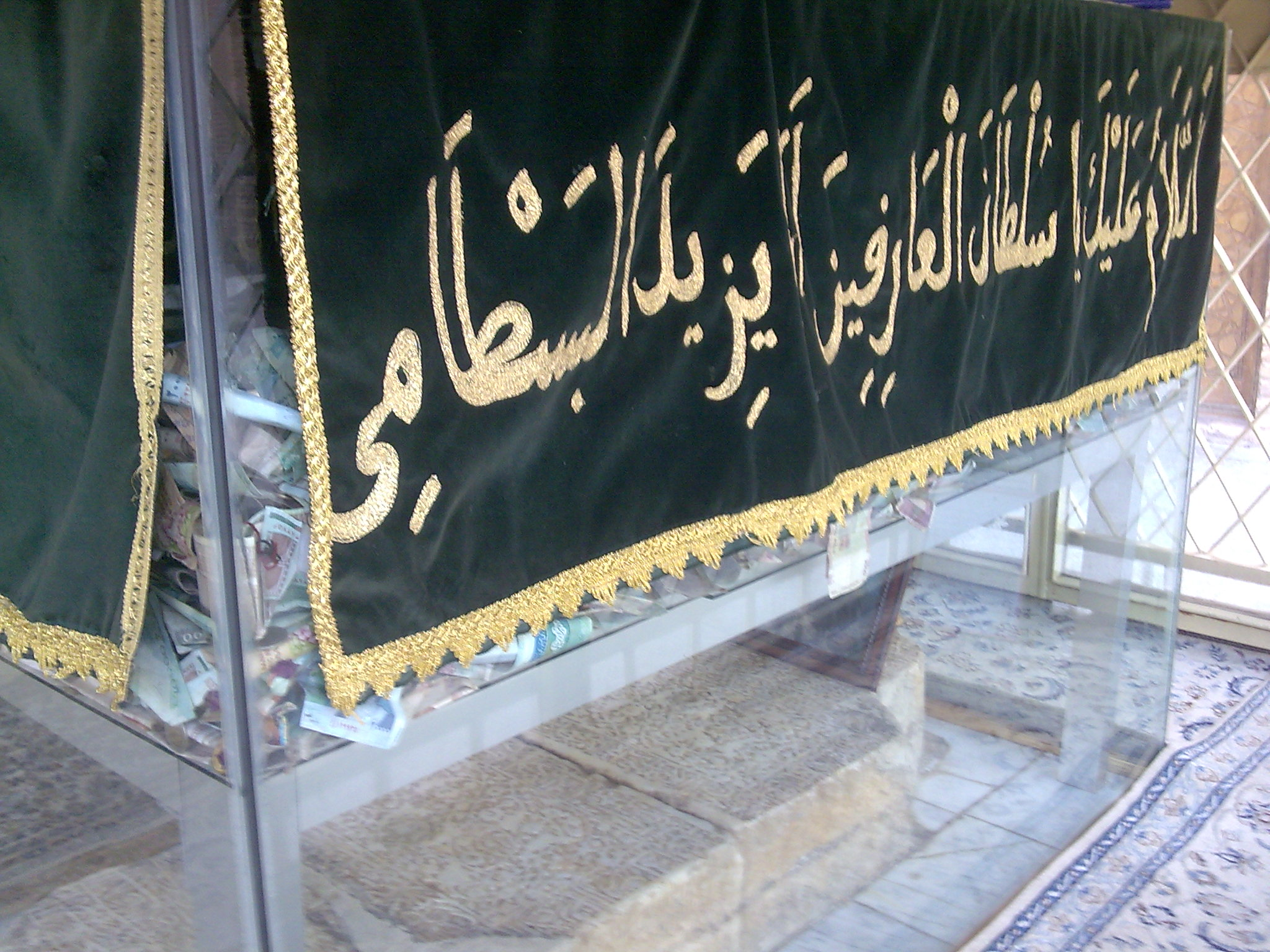
سنگ قبر بایزید

## در نگاه صوفیان و بزرگان
بایزید بسطامی بیش از دیگران دارای شهرت و اهمیت بوده و رفتار و گفتارش در همهٔ مردان راه حق تأثیر کرده‌است، به این جهت داستان‌ها و سخنان او بیش از هر صوفی و عارفی در کتب صوفیه و عرفا آمده‌است و مخصوصاً در آثار منظوم عرفانی مانند آثار عطار و مثنوی مولوی بیشتر جلوه‌گر است.
فریدالدین عطار در تذکرةالاولیا بخشی را به ذکر شرح حال و اقوال بایزید اختصاص داده و این مقدار تفصیل دربارهٔ صوفی و عارفی دیگر در آن کتاب به نظر نمی‌رسد. عطار در آغاز شرح حال او می‌نویسد:

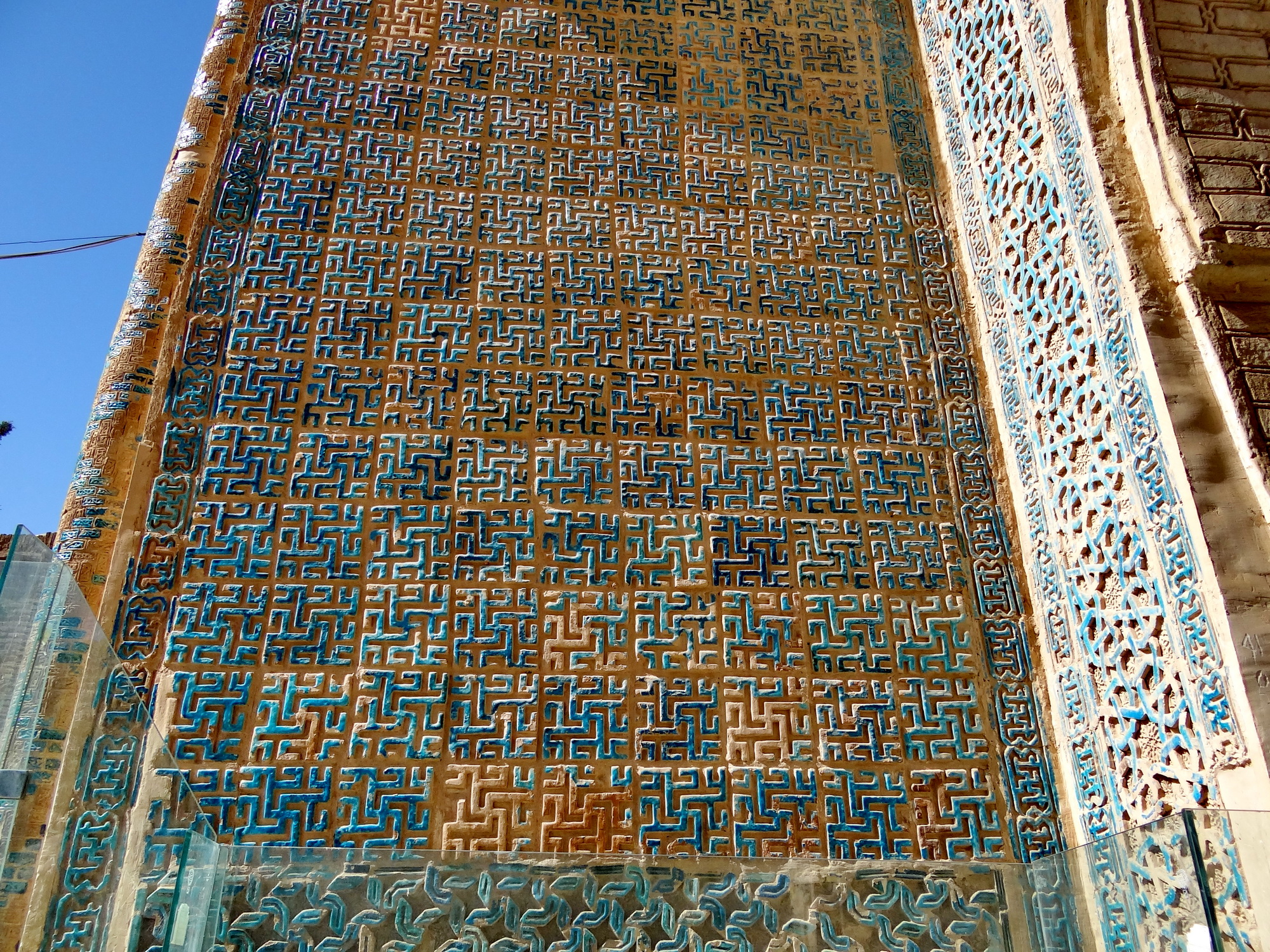
تزئینات صحن آرامگاه

«آن خلیفهٔ الهی، آن دَعامهٔ نامتناهی، آن سلطان العارفین، آن حجة الحق اجمعین، آن پُختهٔ جهانِ ناکامی، شیخ بایزید بسطامی- رحمة الله علیه. اکبر مشایخ بود، و حجت خدای بود، و خلیفهٔ بحق بود، و قطب عالم بود، و مرجع اوتاد؛ و ریاضات و کرامات و حالات و کلمات او را اندازه نبود؛ و در اسرار و حقایق نظری نافذ و جدی بلیغ داشت؛ و دایم در مقام و هیبت بود، غرقهٔ انس و محبّت بود، و پیوسته تن در مجاهده و دل در مشاهده داشت؛ و روایات او در احادیث عالی بود و پیش از او کسی را در معانی طریقت چندان استنباط نبود که او را گفتند که در این شیوه همه او بود که علم به صحرا زد و کمال او پوشیده نیست، تا به‌حدی که جنید بغدادیگفت: بایزید در میان ما چون جبرائیل است در میان ملائکه».

نقل است که چون مادر او را به مکتب فرستاد، در سورهٔ لقمان به این آیت رسید: «أنِ اشکُرلی و لِواِلدَیکَ» یعنی شکر گوی مرا و شکر گوی مادر و پدر را چون معنی این آیه بدانست نزد مادر رفت و گفت:

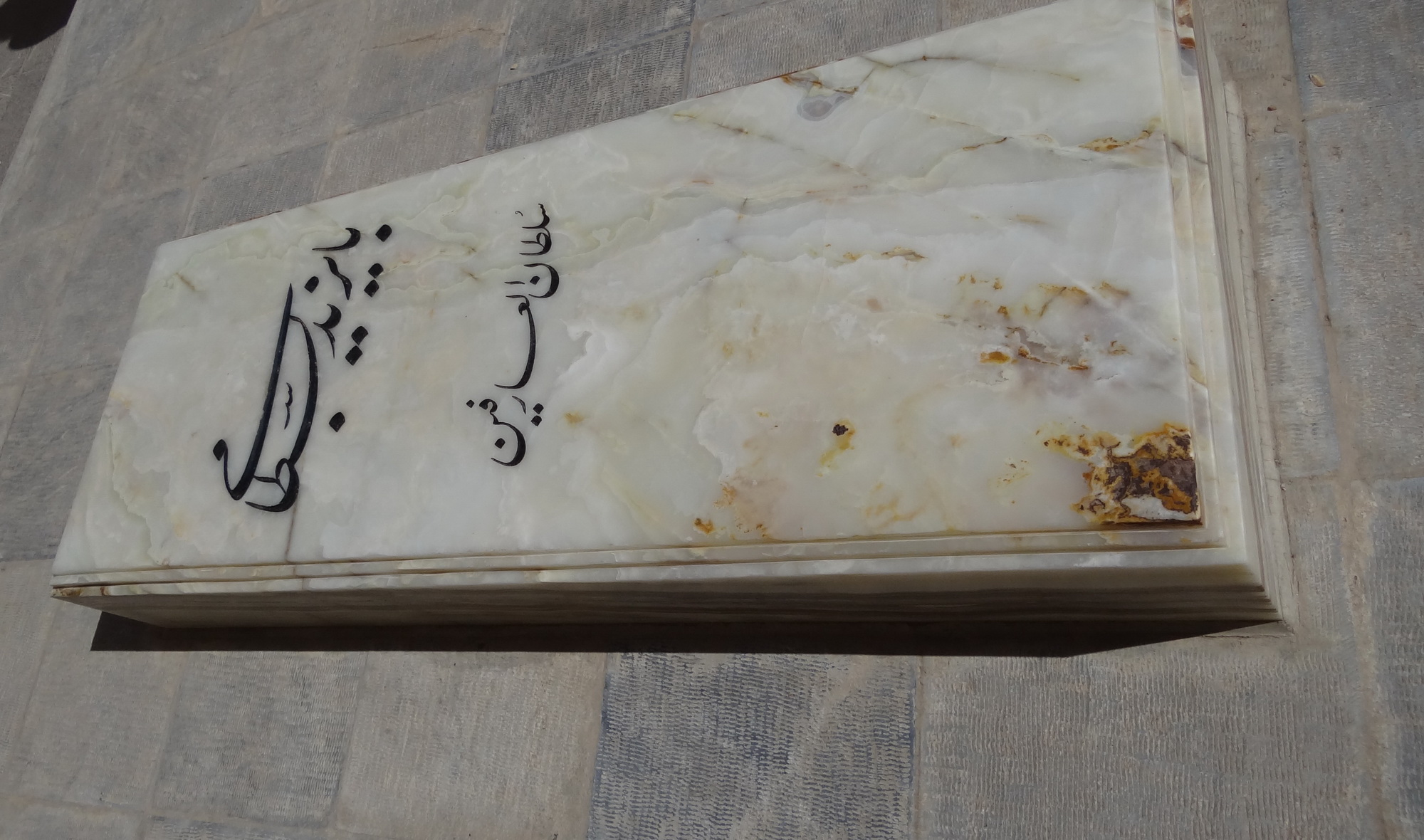
مقبره بایزید بسطامی

«در دو خانه کدخدایی چون کنم، یا از خدا در خواه تا همه آن تو باشم یا مرا به خدابخش تا همه آن او باشم مادر گفت: تو را در کار خدا کردم و حق خود به تو بخشیدم».

پس بایزید از بسطام بیرون رفت و سی سال در شام و شامات می‌گشت و ریاضت می‌کشید.
جواد نوربخش: «بایزید بسطامی که به حق او را باید سلطان العارفین گفت، یکی از پیشتازان تصوف و عرفان است. او در حالی که از توحید سخن می‌گوید، با مطرح ساختن عشق الهی، مردم را به محبّت به دیگران و دوست داشتن همهٔ آفریدگان خدا تشویق می‌کند. بایزید مکتب انسانیّت را تحت لوای عرفان در زمانی شروع کرد که مبارزهٔ فرهنگ بیگانه، خاطر ایرانیان را نگران ساخته بود. او با سخنان بدیع خود فرهنگ ایرانی را از دستبرد اجانب دور نگهداشت.»
شیخ اشراق گوید (به نقل از مجموعه مصنفات شیخ اشراق - جلد ۳): بایزید و حلاج از اصحاب تجرید بودند و اقمار آسمان توحید. چون دل‌های آنان به نور پروردگارشان روشن شد، راز آشکار نهانی را فاش کردند و خداوند که همه چیز را به گفتن واداشته، آن‌ها را به گفتن آورد. حق بر زبان اولیای خدا به سخن می‌آید.
ابوالحسن خرقانی (به نقل از احوال و اقوال خرقانی): روزی شیخ ابوالحسن خرقانی شاگردی را گفت: چه بهتر بودی؟ شاگرد گفت: ندانم. گفت: جهان پر از مرد همه همچون بایزید.
روزبهان بقلی (به نقل از شرح شطحیات): سیاح بحر تجرید طیرِ و کر تفرید، صلصل مست توحید، طیفور بن عیسی بایزید بسطامی، او بود که کراماتش چون آفتاب پیدا بود. امروز از آن پیداتر، در هوا بپریدی، و پای به نهر بلخ باز آن سوی نهادی بی کشتی.
ابن عربی در فتوحات مکیه می‌گوید:

روزی بایزید می‌گوید: «شما علم خود را از مرده‌ای دیگر گرفته‌اید. اما علم ما از آن آن زنده‌ای است که نمی‌میرد. اگر انسان هدف خود را به سوی چیزی که آفریدگار او می‌خواهد منعطف کند، به آرامش دست می‌یابد.» از ابویزید بسطامی پرسیدند: «چه می‌خواهی؟» جواب داد: «خواهم که هیچ نخواهم.» به بیان دیگر خواسته‌است بگوید: «مرا تو چنان که خواهان همه چیز هستم قرار ده.» یعنی چیزی جز آنچه خدا می‌خواهد نمی‌خواهی. که خدا برای بندگان خود خواستار آرامش است نه سختی (بقره:۱۸۵). از بایزید پرسیدند: «چگونه صبح کردی؟» جواب داد: «مرا روز و شبی نیست، روز و شب تنها برای کسی است که به صفتی متصف شود و، حال آنکه من فاقد صفتم» چنانچه ابن عربی هم خود را سرانجام این چنین بی صفت و فاقد مقام معرفی می‌کند (قلیچ، ۱۵۰:۱۳۹۴).

## آثار
به بایزید بسطامی تصنیفانی نسبت داده شده‌است:
- النور من کلمات ابی طیفور که عبدالرحمن بدوی در کتاب شطحات الصوفیه خود آن را چاپ کرده‌است، این کتاب تألیف یکی از خلفای بایزید به نام سهلکی است.
- رساله احکام القضا و القدر
- مسائل الرهبان

از آثار او می‌توان بستان العارفین را نام برد.

## سخنان بایزید
بایزید بسطامی جایگاهی بس والا در عرفان دارد و در خداشناسی و توحید سخنان زیبایی دارد که عارف بزرگ و نامی ایران فریدالدین عطار نیشابوری برخی از سخنان بایزید را در کتاب تذکرةالاولیاء آورده‌است که در ذیل به گزیده این سخنان اشاره می‌شود:
- سی سال خدای را یاد کردم. چون خاموش شدم، بنگریستم حجاب من ذکر من بود.

- سال‌ها بر این درگاه مجاور بودم، به عاقبت حیرت بدیدم و جز حیرت نصیب ما نیامد.

- توبه از معصیت یکی است و از طاعت هزار؛ یعنی عجب در طاعت بدتر از گناه.

- کمال درجة عارف سوزش او بود در محبت.

- خدای را بندگانند که اگر بهشت با همه زینت‌ها بر ایشان عرضه کنند ایشان از بهشت همان فریاد کنند که دوزخیان از دوزخ.
- یکی ذره حلاوت معرفت در دلی به از هزار قصر در فردوس اعلی.
- دنیا اهل دنیا را غرور در غرور است و آخرت اهل آخرت را سرور در سروراست، و دوستی حق اهل معرفت را نور در نور.
- در معاینه کار نقد است اما در مشاهده نقد نقد است.
- علامت شناخت حق گریختن از خلق باشد و خاموش بودن در معرفت او.
- هرکه به حق مبتلا گشت مملکت از او دریغ ندارند و او خود به هر دو سرای سر فرو نیارد.
- عشق او درآمد و هرچه دون او بود برداشت واز ما دون اثر نگذاشت تا یگانه ماند چنان‌که خود یگانه است.
- کمال عارف سوختن او باشد در دوستی حق.
- این قصه را الم باید که از قلم هیچ نیاید.
- هرکه خدای را داند زبان به سخنی دیگر جز یاد حق نتواند گشاد.
- کمترین چیزی که عارف را واجب آمد آن است که از مال و ملک تبرا کند، و حق این است که اگر هر دو جهان در سر دوستی او کنی هنوز اندک باشد.
- حق بر دل اولیای خود مطلع گشت، بعضی از دل‌ها دید که بار معرفت او نتوانست کشید، به عبادتش مشغول گردانید.
- بار حق جز بارگیران خاص برندارند که مذلل کرده مجاهده باشند و ریاضت یافته مشاهده.
- جهد کن تا یک دم به دست آری که آن دم در زمین و آسمان جز حق را نبینی؛ یعنی تا بدان دم همه عمر توانگر نشینی.
- حاجیان به قالب گرد کعبه طواف کنند، بقا خواهند؛ و اهل محبت بقلوب گردند گرد عرش و لقا خواهند.
- در علم علمی است که علما ندانند و در زهد زهدی است که زاهدان نشناسند.
- این همة گفتگوی و مشغله و بانگ و حرکت و آرزو بیرون پرده است. درون پرده خاموشی و سکونت و آرام است.
- هرکه خدای را شناخت او را با سؤال حاجت نیست و نبود و هرکه نشناخت سخن عارف درنیابد.
- آتش عذاب آنکس راست که خدای را نداند، اما خدای شناسان بر آتش عذاب باشند.
- هرکه خدای را شناخت عذابی گردد بر آتش، و هرکه خدای را ندانست آتش بر او عذاب گردد، و هرکه خدای را شناخت بهشت را ثوابی گردد، و بهشت بر او وبالی گردد.
- عارف طیار است و زاهد سیار است.
- عارف به هیچ چیز شاد نشود، جز به وصال. که نفاق عارفان فاضلتر از اخلاص مریدان.
- هرکه دل خود را مرده گرداند به کثرت شهوات، او را در کفن لعنت پیچند و در زمین ندامت دفن کنند؛ و هرکه نفس خود را بمیراند به بازایستادن از شهوات، او را در کفن رحمت پیچند، و در زمین سلامت دفن کنند.
- یا چنان نمای که هستی یا چنان باش که می‌نمایی.
- قبض دل‌ها در بسط نفوس است و بسط دل‌ها در قبض نفوس است.
- نفس صفتی است که هرگز نرود جز به باطل.
- حیات در علم است و راحت در معرفت و رزق در ذکر.
- معرفت آن است که بشناسی که حرکات و سکنات خلق به خدای است.
- توکل زیستن را به یک روز بازآوردن است و اندیشه فردا پاک انداختن.
- ذکر کثیر نه به عدد است لکن به حضور بی غفلت است.
- محبت آن است که بسیار خود را اندک شمری و اندک حق بسیار دانی.
- محبت آن است که دنیا و آخرت را دوست نداری.
- گرسنگی ابری است که جز باران حکمت نباراند.
- دل عارف چون چراغی است در قندیلی از آبگینه پاک که شعاع او جمله ملکوت را روشن دارد، او را از تاریکی چه باک. که راه حق چگونه است؟ تو از راه برخیز که به حق رسیدی.
- یکی وصیت خواست. گفت: بر آسمان نگر! نگه کرد گفت: می‌دانی این که آفریده‌است؟ گفت: دانم. گفت: آن‌کس که آفریده‌است هرجا که باشی برتو مطلع است. از او برحذر باش. و گفت: عارف آن است که در خواب جز خدای نبیند و با کس جز از وی موافقت نکند و سر خود جز با وی نگشاید.

- پرسیدند: مَرد کی داند که به حقیقت معرفت رسیده‌است؟ گفت: آن وقت که فانی گردد در تحت اطلاع حق، و باقی شود در بساط حق بی نفس و بی خلق. پس او فانی بود باقی و باقی بود فانی و مرده‌ای بود زنده و زنده ای بود مرده و محجوبی بود مکشوف بود و مکشوفی بود محجوب.

- گفتند: راه به خدای چگونه است؟ گفت: غایب شو از راه و پیوستی به الله.
- گفتند: چرا مدح گرسنگی می‌گویی؟ گفت: اگر فرعون گرسنه بودی هرگز انا ربکم الاعلی نگفتی.
- هرگز متکبر بوی معرفت نیابد.
- گفتند: نشان متکبر چیست؟ گفت: آنکه در هژده هزار عالم نفسی بیند خبیث تر از نفس خویش.

منبع سخنان: وبلاگ اشعار عرفاتی شعرای بزرگ
سخنانی از بایزید به نقل از کتاب «بایزید بسطامی»:
- نقل است که او را گفتند قومی می‌گویند که: کلید بهشت کلمه لااله الاالله است. گفت: بلی کلید بی‌دندانه در نگشاید و دندانهٔ این کلید چهار چیز است: زبانی از دروغ و غیبت دور، دلی از مکر و خیانت صافی، شکمی از حرام و شبهت خالی و عملی از هوی و بدعت پاک. (النور من کلمات ابی طیفور)
- یکی نزد بایزید آمد و او را از اسم اعظم حق پرسید. بایزید گفت: مرا بر اسم اصغر حق دلالت کن تا من تو را بر اسم اعظم او دلالت کنم. آن مرد حیران ماند. آنگاه بایزید گفت: همه اسمای حق اعظم‌اند. (فوائح الجمال و وفاتح الجلال - نجم‌الدین کبری)
- سی سال بود که که می‌گفتم خدایا چنان کن و چنین ده ولی تا به درجه اول معرفت رسیدم گفتم خدایا تو مرا باش و هر چه خواهی کن.
- «حق در دل اولیای خود مطلع گشت، بعضی از دل‌ها چنان دید که بار معرفت او نتوانست کشید، به عبادتش مشغول گرداند.» (تذکرةالاولیاء، عطار)
- «دنیا اهل دنیا را غرور اندر غرور است؛ و آخرت اهل آخرت را سرور اندر سرور است؛ و دوستی حق اهل معرفت را نور اندر نور.» «(تذکرةالاولیاء، عطار)
- «خدای را به خدا شناختم و جز خدای را به نور خدای عزّوجل.» (طبقات‌الصوفیه - سلّمی)
- «ثواب عارف از حق به حق باشد.» (تذکرةالاولیاء، عطار)
- «کمال عارف سوختن او باشد در دوستی حق» (تذکرةالاولیاء، عطار)
- «شادی عارف - عارف به هیچ چیز شاد نشود جز به وصال دوست.» (تذکرةالاولیاء، عطار)
- «دل عارف از او شکوه نکند ولو اینکه با مقراض پاره‌پاره اش کنند؛ و هرگز از او نومید نمی‌شود و از مکر او ایمن نیست اگرچه به آمرزشش نوید دهند و بر او جز به او کسی راهنمایش نمی‌شود ولو اینکه بر آب و هوا رود؛ و از رنح او نیاساید اگرچه بر تخت شاهی نشیند؛ و از او غافل نیست اگرچه در بازار باشد و بی او در زمین و آسمان آرام نیابد.» (النور من کلمات ابی طیفور)
- «عارف طیّار است و زاهد سیّار» (تذکرةالاولیاء، عطار)
- «سی سال در حال مجاهده بودم و چیزی سخت‌تر از علم و متابعت کردن آن نیافتم.»[۸]

کاظم محمدی در کتاب «روح و ریحان» شرح بر صد و ده سخن بایزید بسطامی نگاشته‌است.
- فیلم کوتاهی از بایزید بسطامی از بابک صفوت

## دربارهٔ بایزید بسطامی
دربارهٔ بایزید بسطامی آثار ارزنده‌ای نوشته شده‌است، از جمله:
- پایان‌نامه «شخصیت و اندیشه بایزید بسطامی و بازتاب آن در ادب فارسی (در آثار پنج تن از شاعران بزرگ عارف: سنایی، عطار، مولوی، سعدی و حافظ)
- مقاله «بایزید بسطامی، آیینه الهی»
- مقاله «از عرفان بایزید تا فرمالیسم روسی»
- کتاب دفتر روشنایی محمدبن علی سهلگی؛ ترجمه محمدرضا شفیعی کدکنی.
- علاوه بر آثار فوق، کتاب «بایزید بسطامی» نوشته جواد نوربخش در ۱۱ بخش اطلاعات کاملی در خصوص بایزید بسطامی ارائه می‌دهد.[۲۷]
- کتاب «بایزید بسطامی، سیّاح بحر تجرید» نوشتهٔ دکتر کاظم محمّدی؛ انتشارات نجم کبری، سال انتشار ۱۳۹۱ بایگانی‌شده  در ۱۸ دسامبر ۲۰۲۱ توسط Wayback Machine
- کتاب «آتش نهفته» (the hidden fire)، کاظم محمّدی.
- کتاب «بیداری در خواب» نوشته مجید آذرشاهی.
- مقدمه بر کتاب «بایزید بسطامی»[۲۸]

- مقاله «بررسی ادعای یکسان انگاری «فتکون انت ذاک» در بیان بایزید بسطامی و «تت توام اسی» در اوپانیشاد چاندوگیه» [۲۹].
- مقاله « بررسی دیدگاه زینر در یکسان‌انگاری «مایا» در اوپانیشاد شوتاشوتره و «خدعه» در معراج‌نامه بایزید» [۳۰].

## نگارخانه

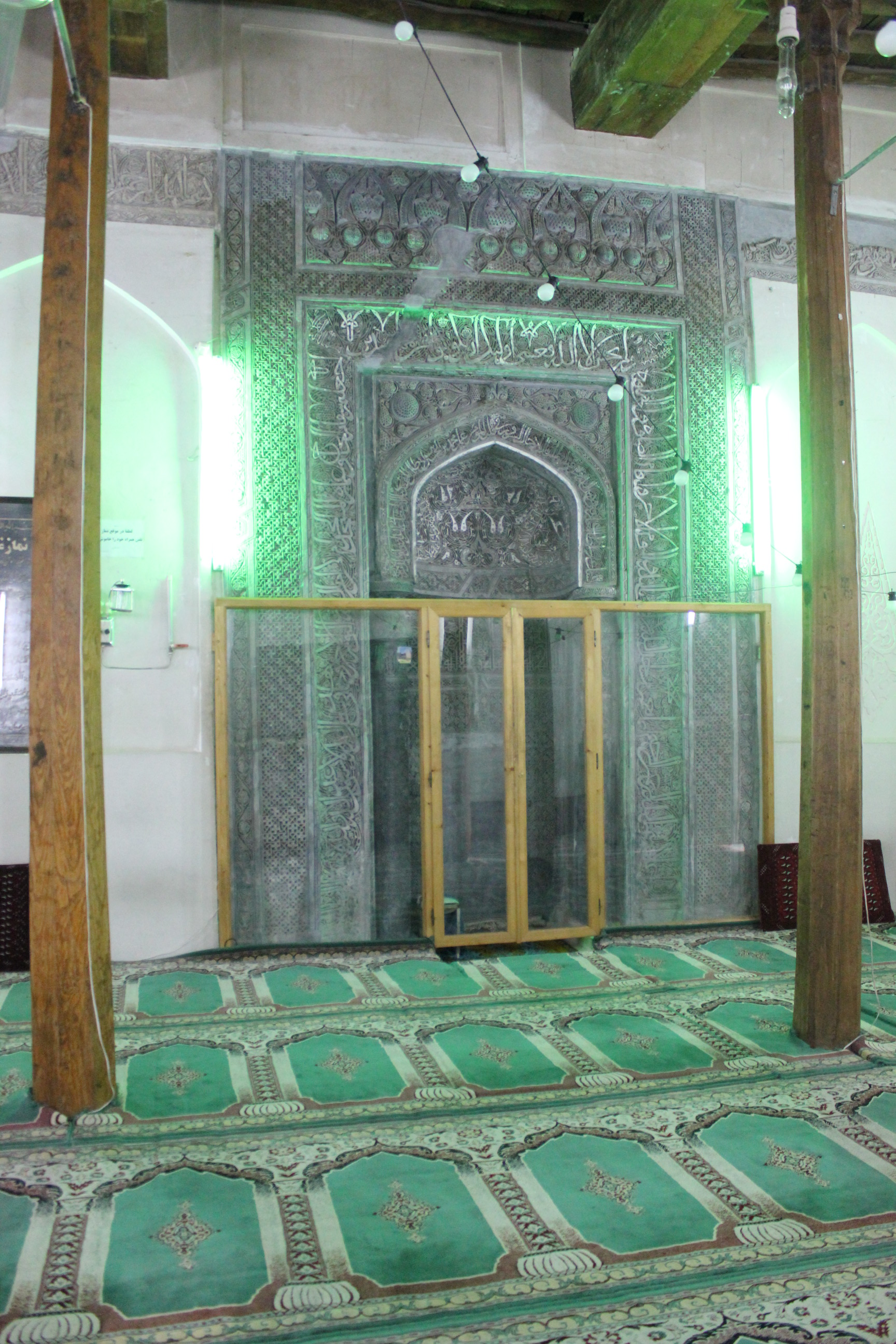
فضای درونی مسجد بایزید (محراب از خاک نقره می‌باشد)
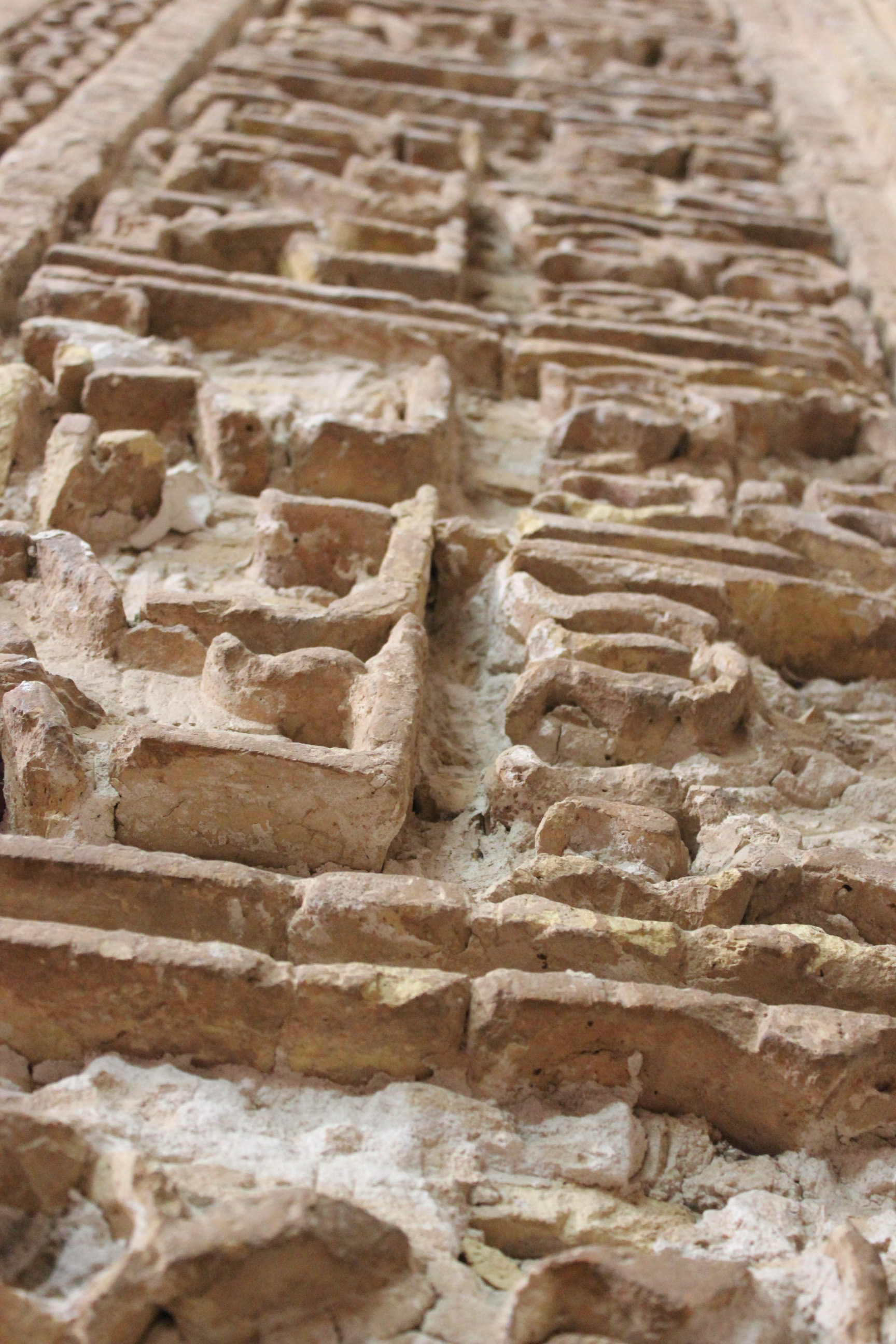
حکاکی ستونهای مسجد بایزید
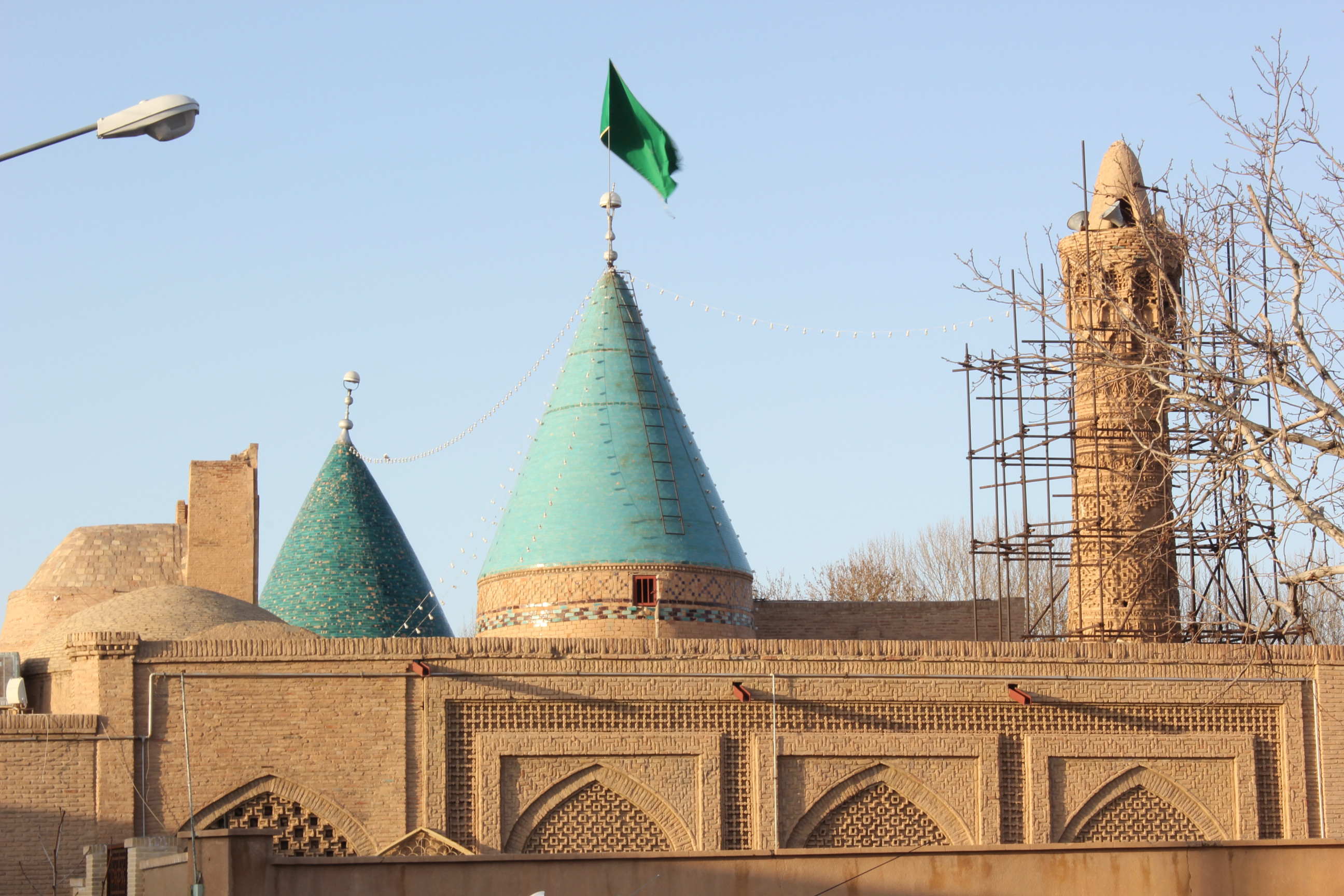
نمایی دیگر از مسجد بایزید و امامزاده محمد
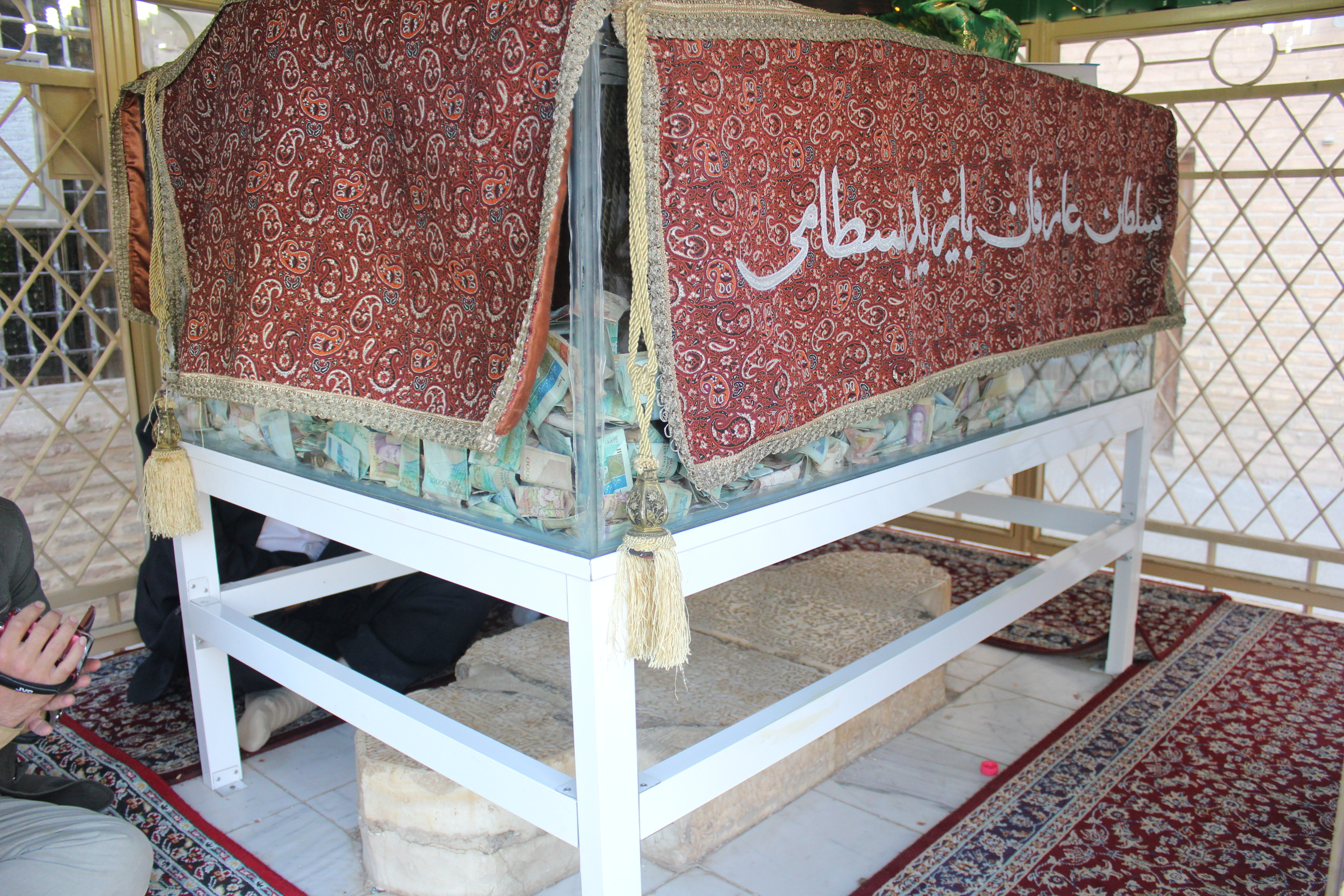
سنگ قبر بایزید
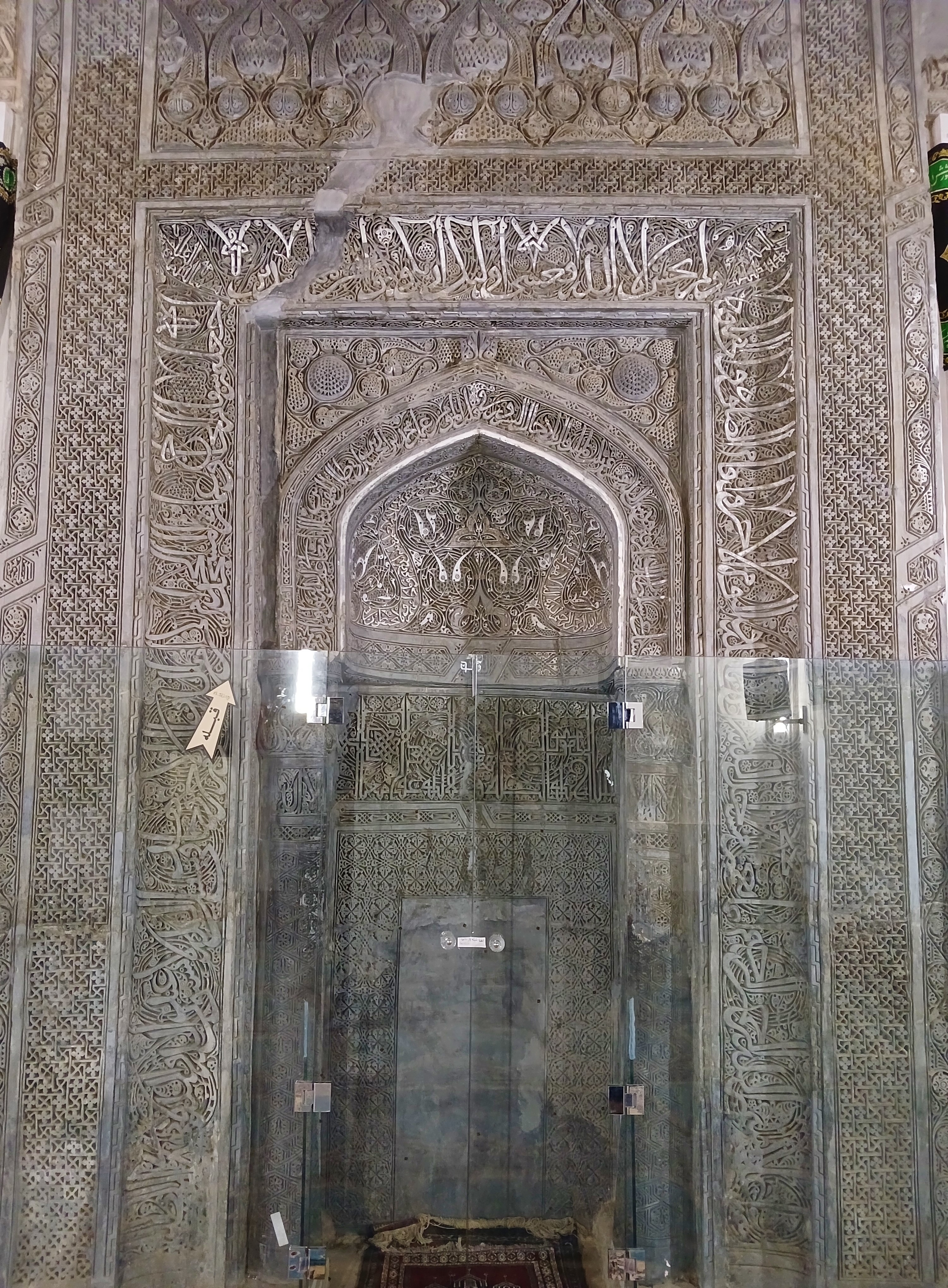
محراب مسجد
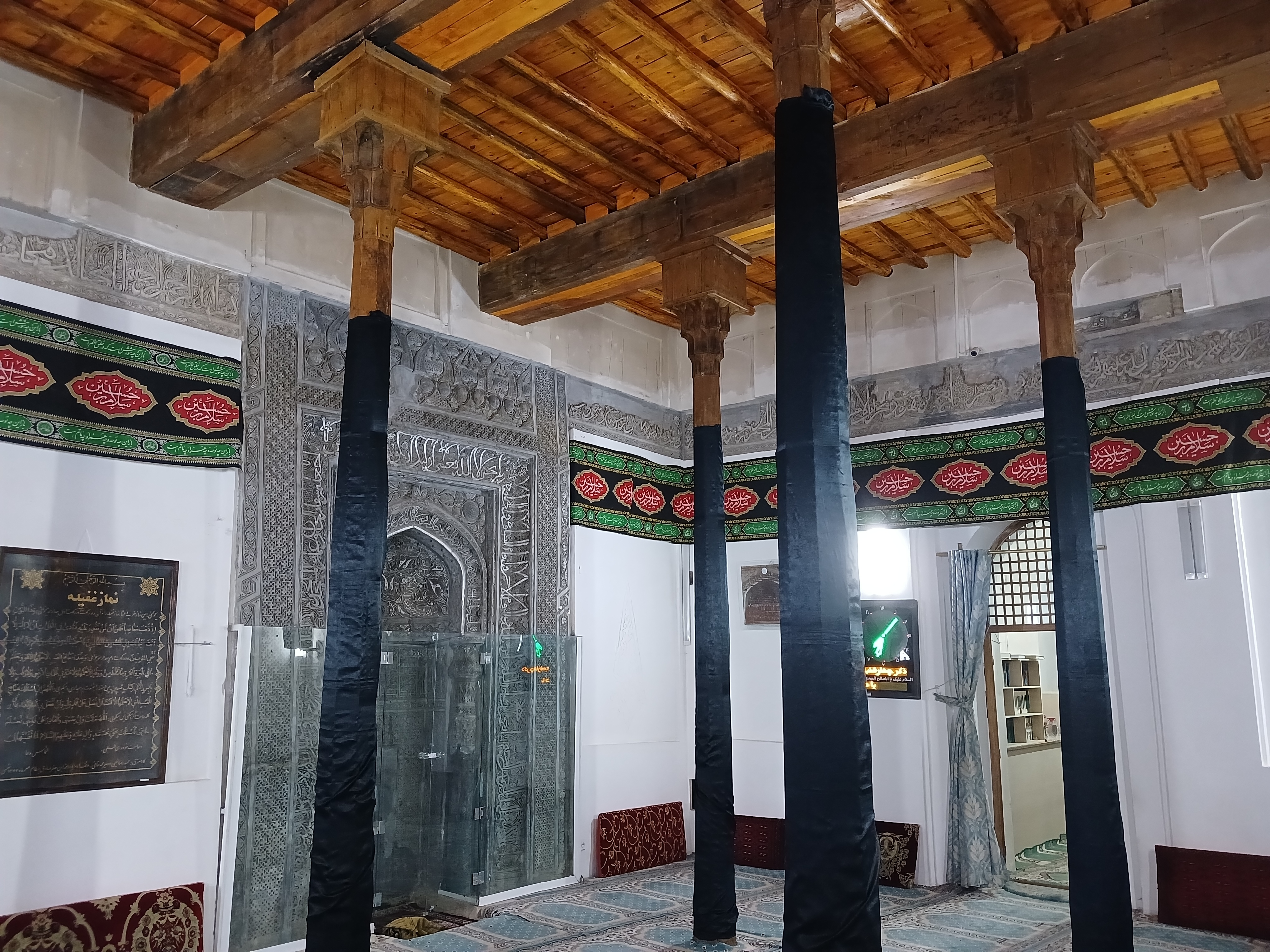
فضای داخلی مسجد
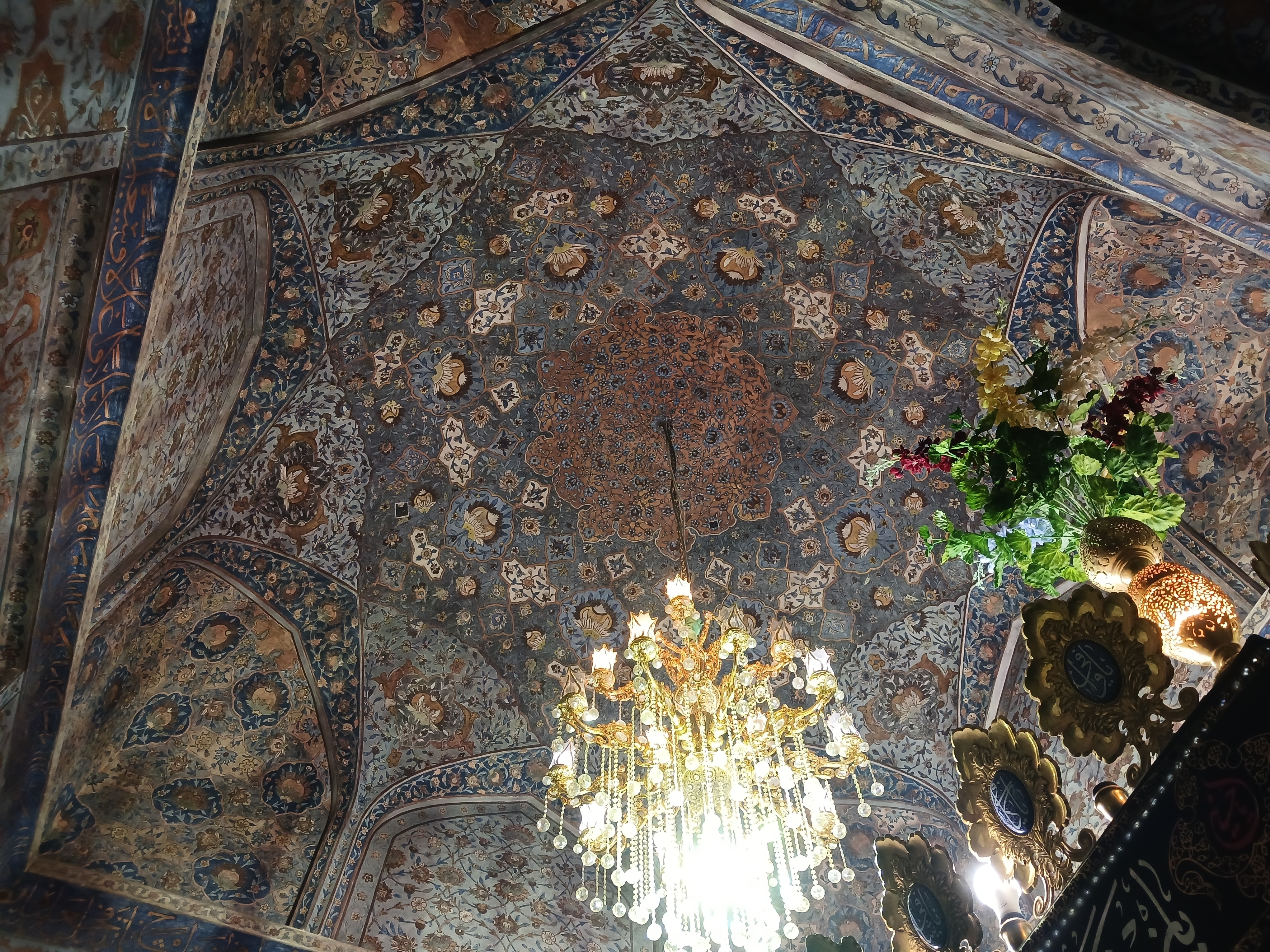
نقاشی های زیر گنبد امامزاده جعفر ابن محمد (در جوار مزار بایزید)
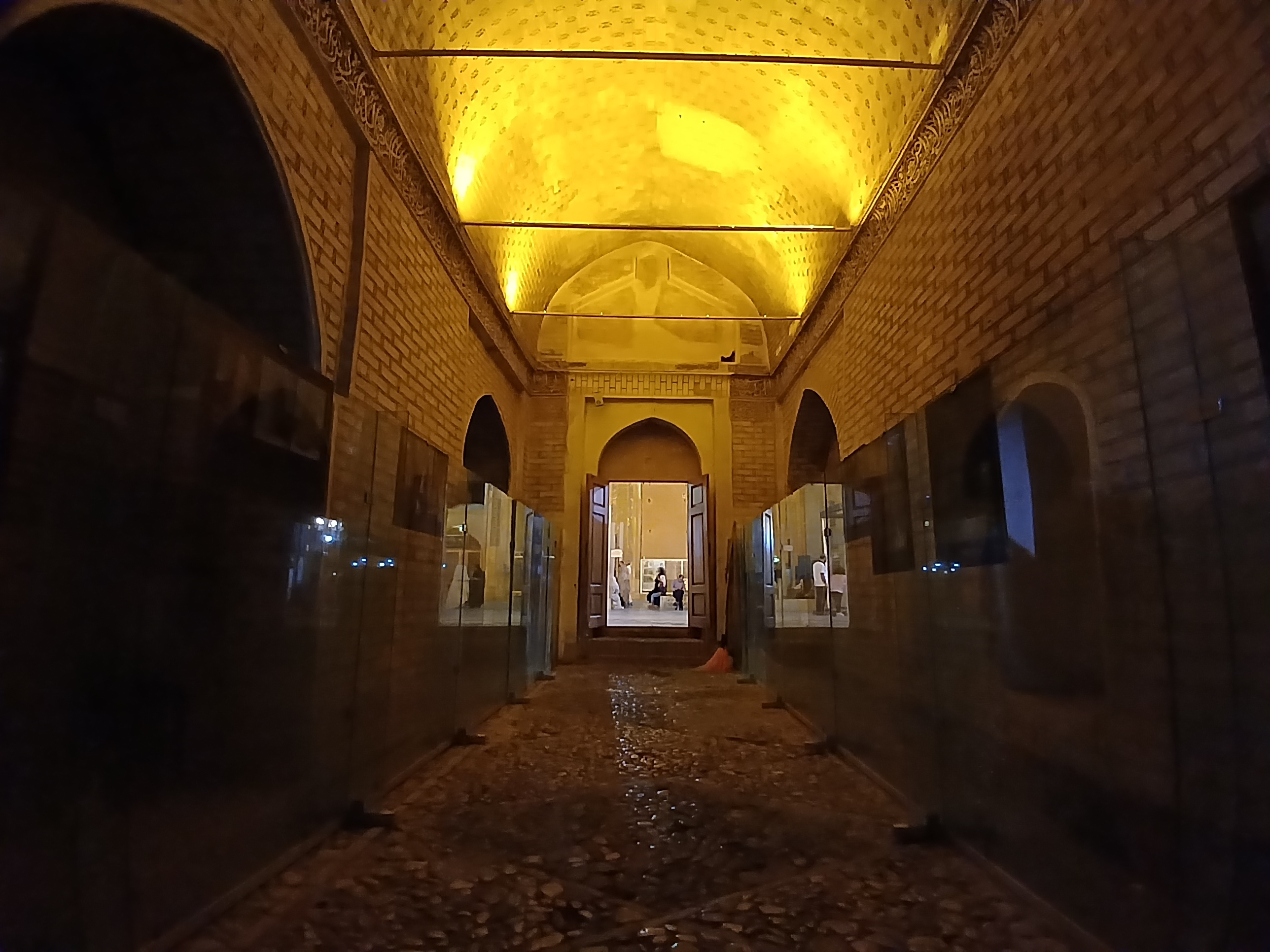
دالان اولجایتو
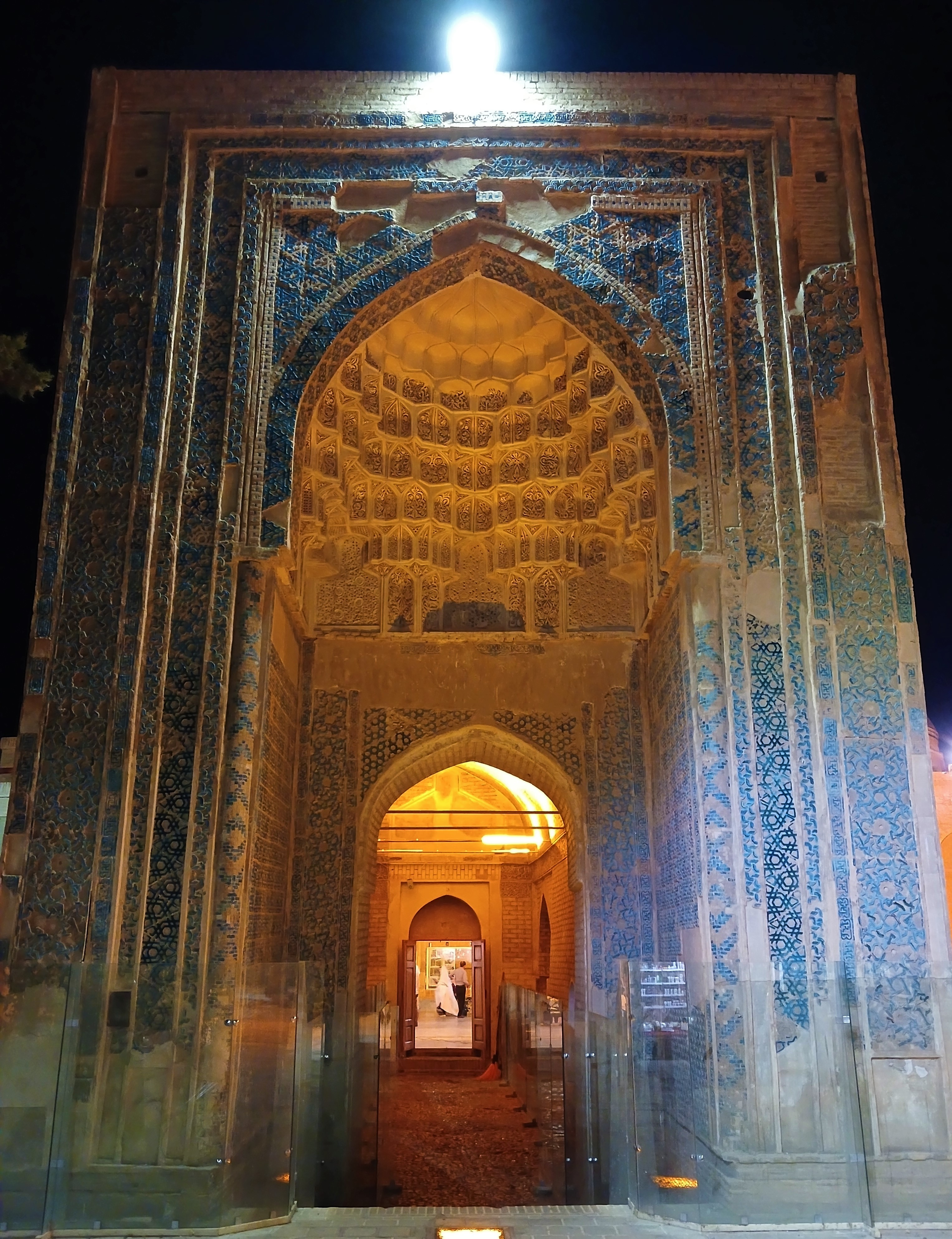
ایوان اولجایتو
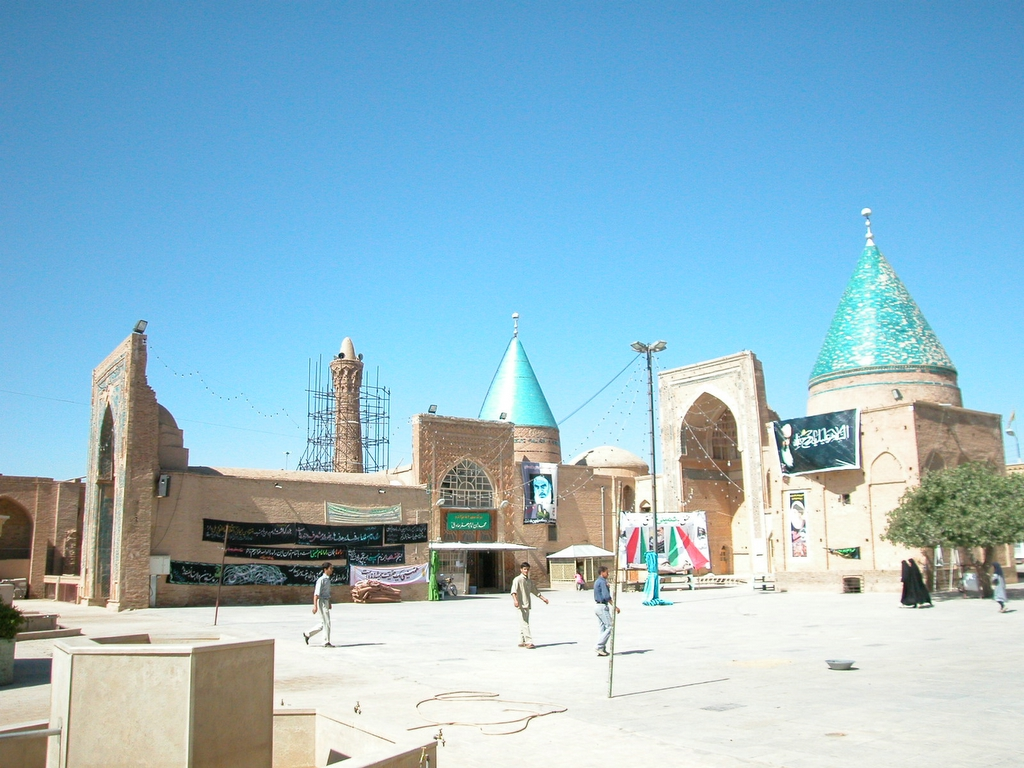
آرامگاه بایزید بسطامی در شهر بسطام
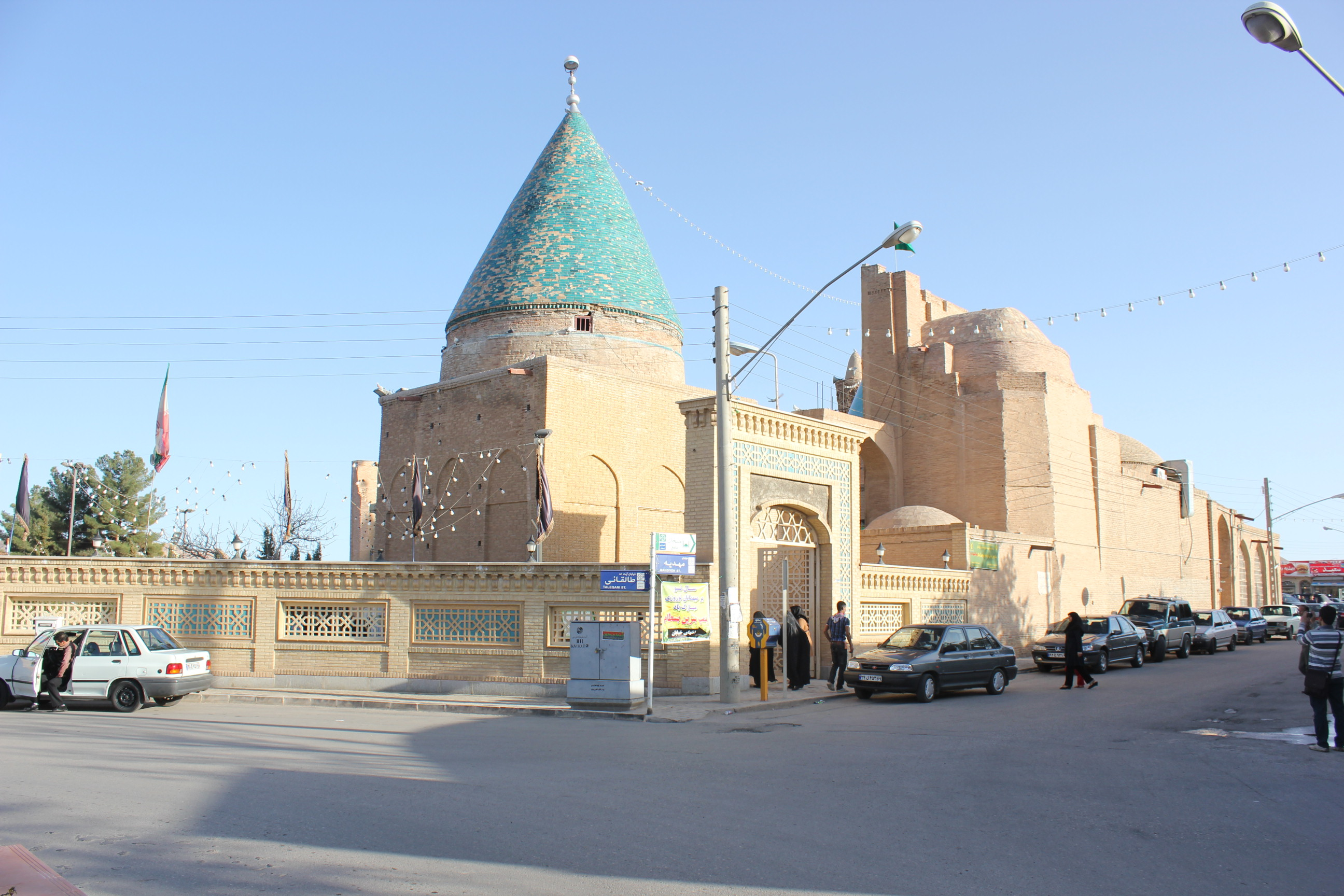
آرامگاه بایزید بسطامی و امام زاده محمد ابن جعفر صادق